# Форт Белвор (Вирџинија)
Форт Белвор (енгл. Fort Belvoir) насељено је место без административног статуса у америчкој савезној држави Вирџинија.

## Демографија
По попису из 2010. године број становника је 7.100, што је 76 (-1,1%) становника мање него 2000. године.
| Група             | 2000.         | 2010.         |
| Белци             | 3.683 (51,3%) | 4.074 (57,4%) |
| Афроамериканци    | 2.284 (31,8%) | 1.541 (21,7%) |
| Азијати           | 123 (1,7%)    | 176 (2,5%)    |
| Хиспаноамериканци | 750 (10,5%)   | 940 (13,2%)   |
| Укупно            | 7.176         | 7.100         |